# 八丁畷站
八丁畷站（日语：／ Hatchōnawate eki */?）位於日本神奈川縣川崎市川崎區池田一丁目，是京濱急行電鐵（京急）、東日本旅客鐵道（JR東日本）的鐵路車站。是兩間公司的共同使用站，京急的管轄站。

## 年表
- 1916年（大正5年）12月25日 - 京濱電氣鐵道（現京急本線）車站啟用。
- 1930年（昭和5年）
  - 3月25日 - 南武鐵道（日语：南武鉄道）貨物站開業[2]。
  - 4月10日 - 南武鐵道車站開始提供客運服務[2]。
- 1944年（昭和19年）4月1日 - 日本國有鐵道收購南武鐵道，由當天起車站屬日本國有鐵道南武線之車站[2]。
- 1987年（昭和62年）12月10日 - 為配合國鐵分割民營化，車站劃屬JR東日本車站。
- 1989年（平成元年）11月26日：站房改建。
- 2002年（平成14年）12月10日：JR東日本啟用IC卡「Suica」。
- 2011年（平成23年）1月16日：西口往橫濱方向移動70公尺。

## 鐵道路線
八丁畷站是京濱急行電鐵本線與JR東日本南武線（濱川崎支線，旅客導覽為「南武支線」）兩條旅客路線的停靠站。京急車站編號為「KK27」。本站雖在川崎市內，但在JR東日本的特定都區市內制度中是「橫濱市內」的車站。
此外，本站與鶴見站之間有JR東日本東海道本線的支線，文書上是該支線與南武線的分岐點。該條支線為貨物列車專用，與南武線往濱川崎站方向的路廊組成東海道貨物線的一部分。實際上南武線與貨物線兩條路廊的匯流處是本站往濱川崎方向的下一站川崎新町站站體內。
本站沒有貨物設施

## 車站結構
京急本線是相對式月台2面2線地上車站。月台上方為JR南武線高架，該線為側式月台1面1線。過去京急設有站內平交道連絡兩個月台，但在1974年（昭和49年）10月廢止後，改為使用南武線月台作為跨線天橋。因此京急與南武線之間沒有剪票口，僅設有簡易IC卡驗票機。
出入口有1989年完成、位於京急1號月台品川側的中央口，以及對向2號月台側的小型出入口西口。兩方皆設有驗票閘門。JR東日本已將車站業務委託給京急，驗票閘門可使用JR乘車券與IC卡。此外，JR的自動售票機是JR東日本的觸控螢幕型機器，僅能使用現金，無法使用橘卡（オレンジカード）與PASMO等各式IC卡，購買範圍僅限550日元的乘車區間。Suica的儲值功能在2007年（平成19年）3月18日與PASMO共通後，可在京急的自動售票機儲值。本站是京急管理站，只有搭乘JR南武線時才能使用PASMO以外與Suica通用的各種智慧卡。但在售票機與儲值機進行儲值與購票則不限於PASMO與Suica兩種。2013年3月23日起，與PASMO共通的所有交通IC卡皆可在京急的自動售票機、儲值機進行儲值。
南武線月台尻手側可見東海道貨物線往鶴見方向延伸，從本站起開始並行。早晨可見貨物列車通過。
作為京急、JR的正式轉乘站，本站的轉乘距離比京急川崎站－川崎站更短。但由於南武線的班次不多，京急亦只停靠普通列車，轉乘上仍多不便。
京急的車內廣播與跑馬燈未顯示南武線的轉乘告示。

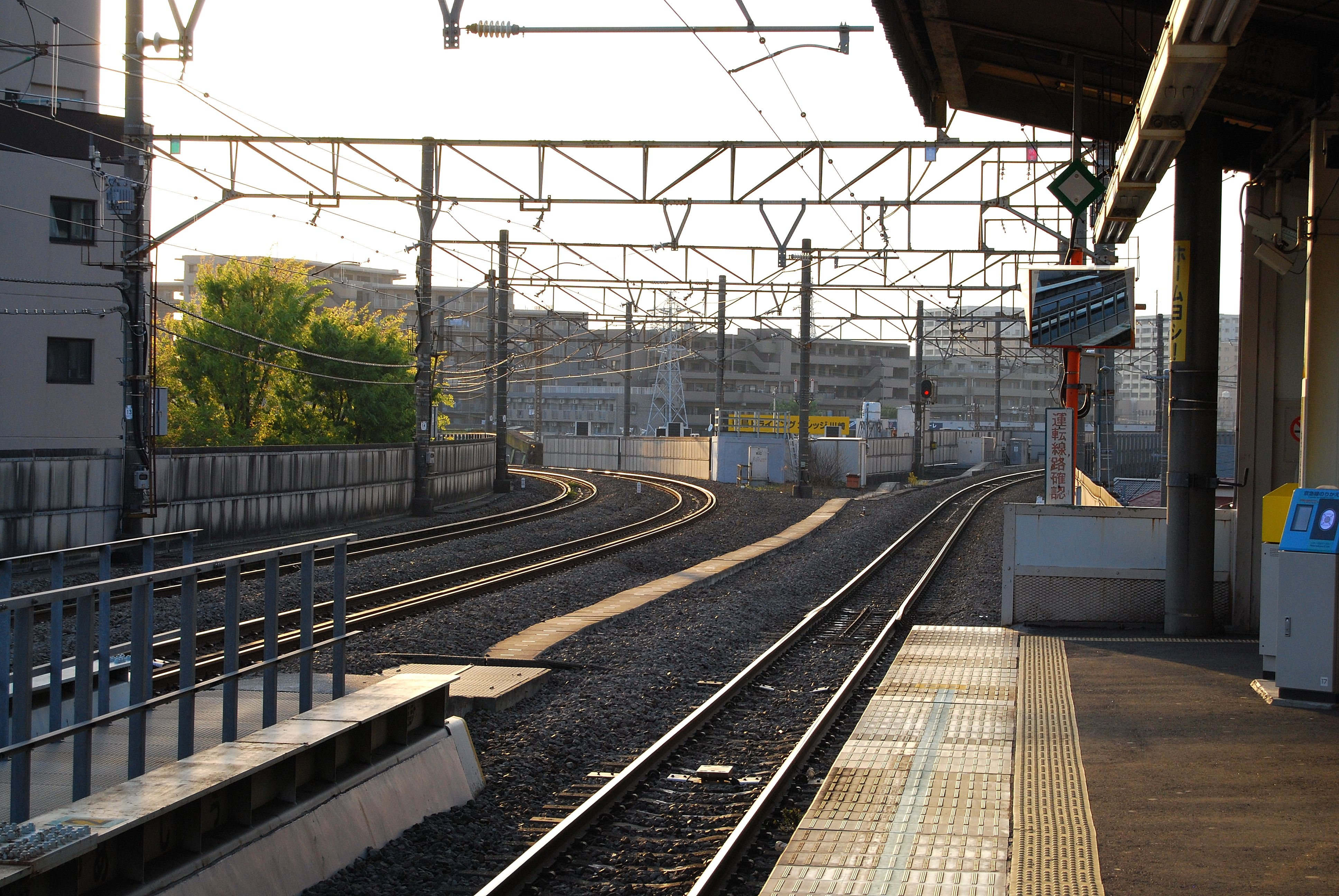
JR八丁畷站內望尻手方向，左側的彎曲路線是連結鶴見站的東海道貨物線，右側路線是南武線濱川崎支線。 （2010年4月24日）
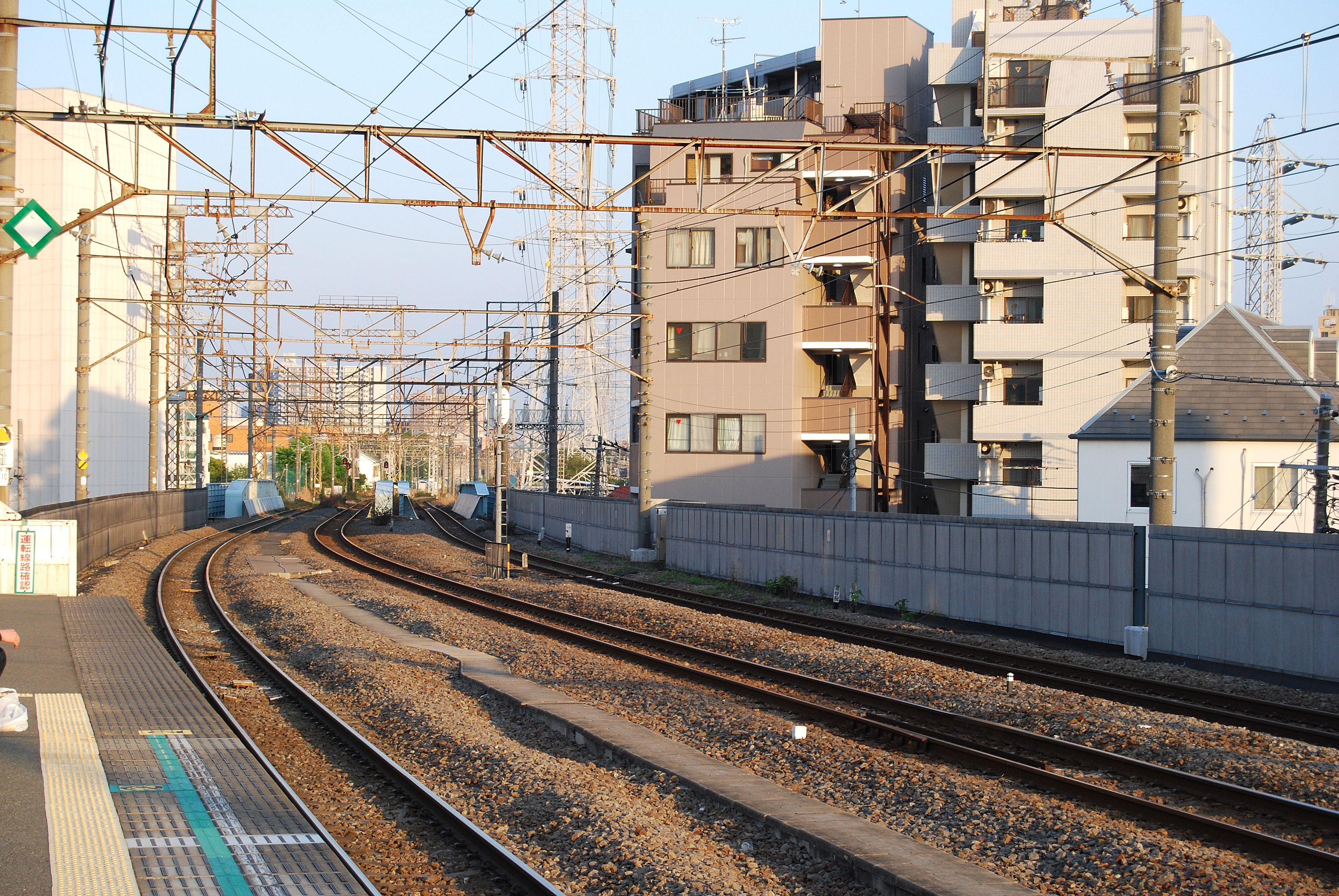
JR八丁畷站內望濱川崎方向，東海道貨物線與南武線濱川崎支線平行至濱川崎站為止。（2010年4月24日）
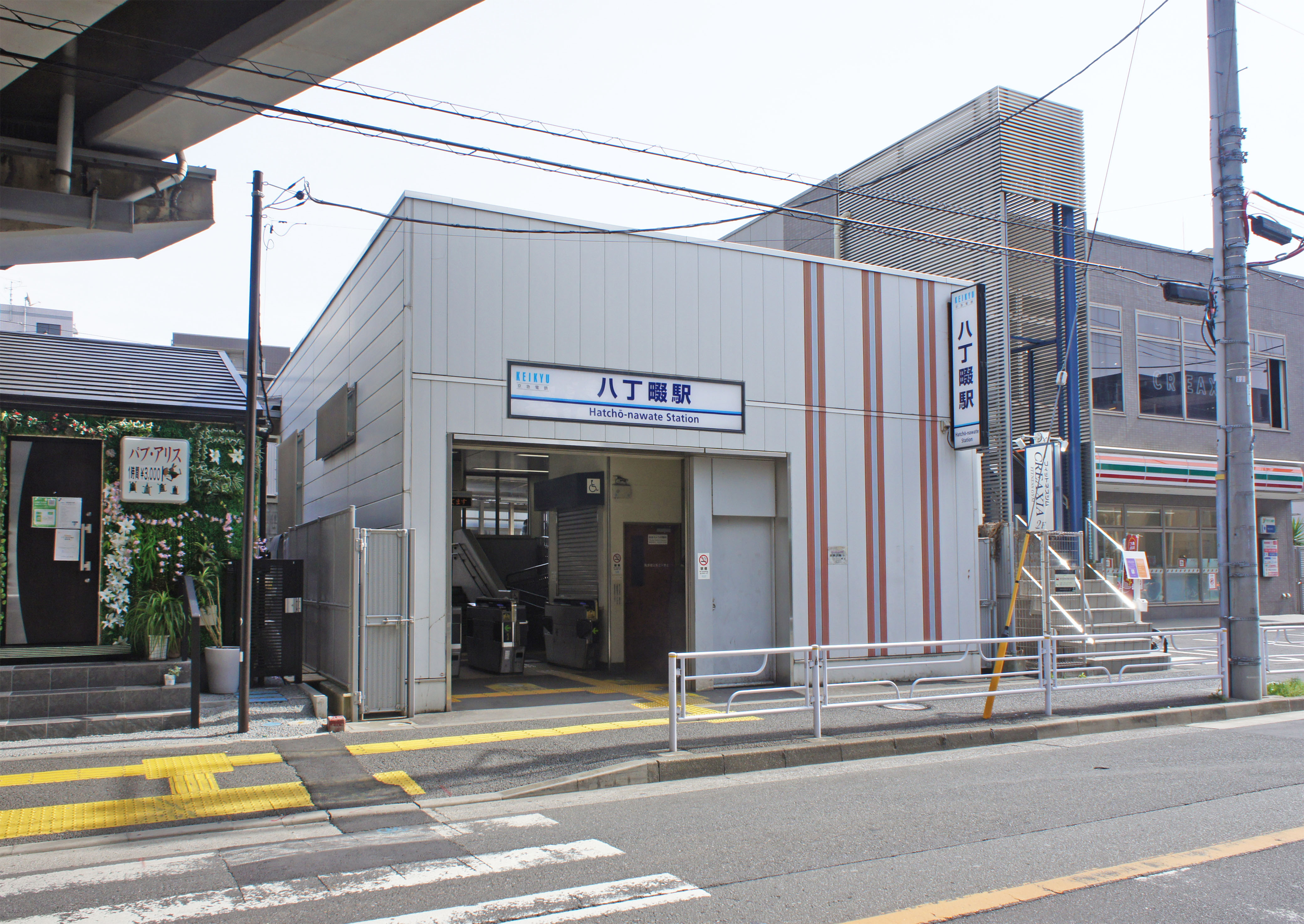
西口（2022年4月）
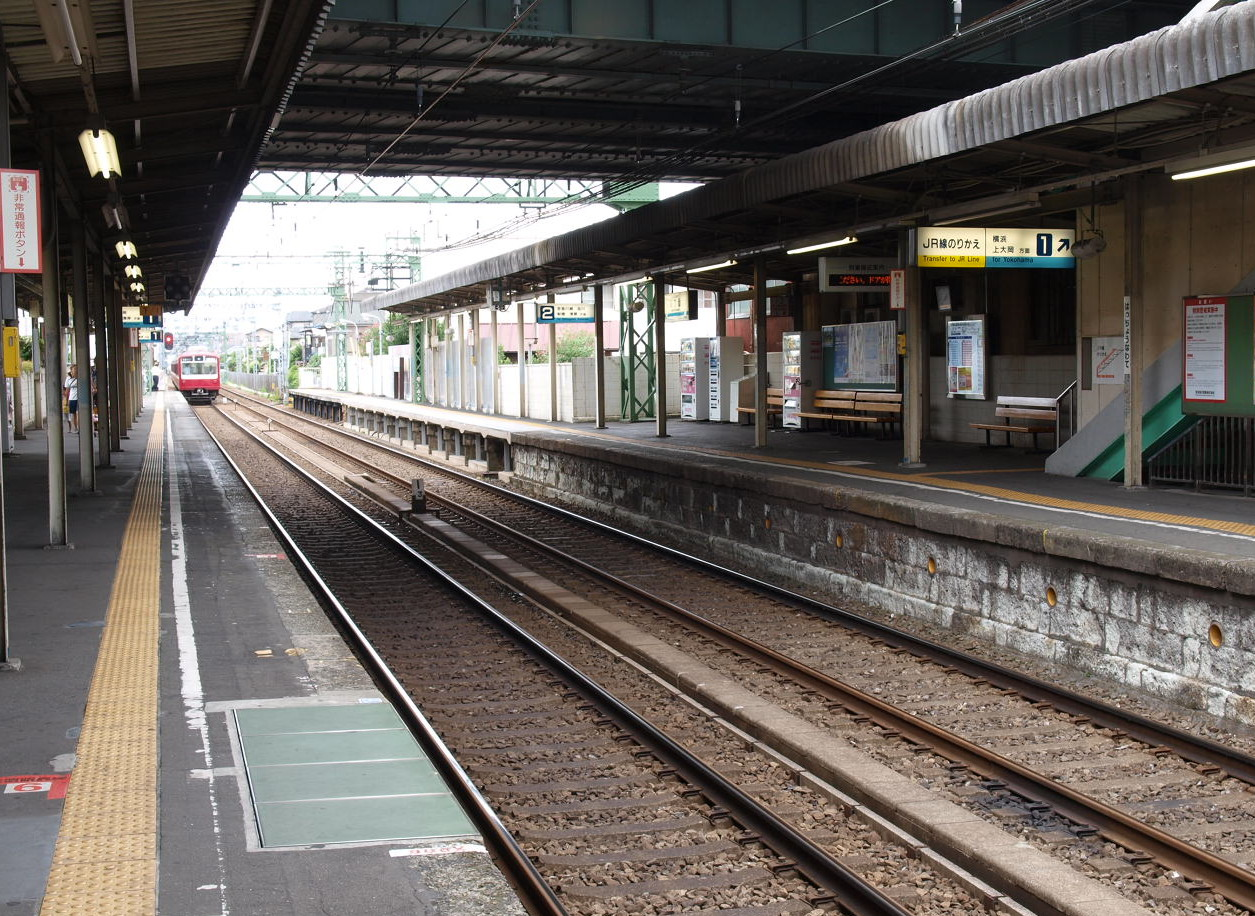
京急月台（2010年8月8日）

### 月台配置
京濱急行電鐵
| 月台 | 路線 | 方向 | 目的地                                                                           |
| ---- | ---- | ---- | -------------------------------------------------------------------------------- |
| 1    | 本線 | 下行 | 橫濱、逗子·葉山、浦賀、三崎口方向                                                |
| 2    | 本線 | 上行 | 京急蒲田、羽田機場、品川、泉岳寺、淺草線、京成本線、北總線、成田Sky Access線方向 |

JR東日本
| 路線     | 方向 | 目的地     |
| -------- | ---- | ---------- |
| 南武支線 | 下行 | 尻手方向   |
| 南武支線 | 上行 | 濱川崎方向 |

（來源：JR東日本:車站構內圖）

## 使用情況
- JR東日本 - 2019年度1日平均上車人次為1,792人[利用客数 1]。
- 京濱急行電鐵 - 2016年度1日平均上下車人次為15,153人[利用客数 2]。
京急線全部72個車站當中排行第49位。

近年1日平均上下車人次如下表（JR除外）。
| 年度               | 京濱急行電鐵       | 京濱急行電鐵 |
| 年度               | 1日平均 上下車人次 | 增長率       |
| ------------------ | ------------------ | ------------ |
| 2002年（平成14年） | 10,035             |              |
| 2003年（平成15年） | 10,632             | 5.9%         |
| 2004年（平成16年） | 10,982             | 3.3%         |
| 2005年（平成17年） | 11,325             | 3.1%         |
| 2006年（平成18年） | 11,786             | 4.1%         |
| 2007年（平成19年） | 13,126             | 11.4%        |
| 2008年（平成20年） | 13,759             | 4.8%         |
| 2009年（平成21年） | 13,778             | 0.1%         |
| 2010年（平成22年） | 13,806             | 0.2%         |
| 2011年（平成23年） | 13,823             | 0.1%         |
| 2012年（平成24年） | 13,874             | 0.4%         |
| 2013年（平成25年） | 14,045             | 1.2%         |
| 2014年（平成26年） | 14,053             | 0.1%         |
| 2015年（平成27年） | 14,446             | 2.8%         |
| 2016年（平成28年） | 15,153             | 4.9%         |
| 2017年（平成29年） | 15,703             | 3.6%         |
| 2018年（平成30年） | 16,036             | 2.1%         |

近年1日平均上車人次如下表。
| 年度               | JR東日本 | 京濱急行電鐵 | 來源                |
| ------------------ | -------- | ------------ | ------------------- |
| 1995年（平成07年） | 1,076    | 4,979        | [ 神奈川県統計 1 ]  |
| 1996年（平成08年） | 987      | 4,754        |                     |
| 1997年（平成09年） | 868      | 4,784        |                     |
| 1998年（平成10年） | 862      | 4,587        | [ 神奈川県統計 2 ]  |
| 1999年（平成11年） | 836      | 4,558        | [ 神奈川県統計 3 ]  |
| 2000年（平成12年） | 768      | 4,814        | [ 神奈川県統計 3 ]  |
| 2001年（平成13年） | 886      | 5,081        | [ 神奈川県統計 4 ]  |
| 2002年（平成14年） | 841      | 5,198        | [ 神奈川県統計 5 ]  |
| 2003年（平成15年） | 858      | 5,417        | [ 神奈川県統計 6 ]  |
| 2004年（平成16年） | 895      | 5,666        | [ 神奈川県統計 7 ]  |
| 2005年（平成17年） | 940      | 5,858        | [ 神奈川県統計 8 ]  |
| 2006年（平成18年） | 955      | 6,061        | [ 神奈川県統計 9 ]  |
| 2007年（平成19年） | 1,132    | 6,076        | [ 神奈川県統計 10 ] |
| 2008年（平成20年） | 1,162    | 7,006        | [ 神奈川県統計 11 ] |
| 2009年（平成21年） | 1,187    | 7,032        | [ 神奈川県統計 12 ] |
| 2010年（平成22年） | 1,230    | 7,080        | [ 神奈川県統計 13 ] |
| 2011年（平成23年） | 1,197    | 7,033        | [ 神奈川県統計 14 ] |
| 2012年（平成24年） | 1,242    | 7,091        | [ 神奈川県統計 15 ] |
| 2013年（平成25年） | 1,276    | 7,076        | [ 神奈川県統計 16 ] |
| 2014年（平成26年） | 1,334    | 7,233        | [ 神奈川県統計 17 ] |
| 2015年（平成27年） | 1,409    | 7,345        | [ 神奈川県統計 18 ] |
| 2016年（平成28年） | 1,549    | 7,698        | [ 神奈川県統計 19 ] |
| 2017年（平成29年） | 1,638    | 7,976        |                     |
| 2018年（平成30年） | 1,705    |              |                     |
| 2019年（令和元年） | 1,792    |              |                     |

## 車站周邊
- 國道15號
- 神奈川縣川崎警察署（日语：川崎警察署）
- 川崎京町郵便局
- 社團恆春會馬嶋醫院
- 飛鳥駕駛學校（日语：飛鳥ドライビングカレッジ）川崎
- 八丁畷商榮會（商店街協同組合） - 大半商店已倒閉，現已快門街化。
- 接觸廣場川崎（ふれあいプラザかわさき）（日進町兒童文化中心、視障者情報文化中心、WORKS川崎（わーくす川崎）、川崎老人福祉、地域交流中心、銀髮人材中心）[3]

### 巴士路線
- 川崎鶴見臨港巴士（日语：川崎鶴見臨港バス）「八丁畷」
  - <川28> 往京町循環、濱川崎營業所
  - 川30> 往鶴見站東口
  - <川28、川30> 往川崎站前

## 川崎Approach線計畫
2003年3月4日，日本經濟新聞刊載「川崎Approach線」建設計畫。完成後將在本站附近設置「新八丁畷站」並廢除現有的南武線車站，原先預定完成時間為2011年左右，但現在此計畫已停擺。

## 相鄰車站
京濱急行電鐵
 本線
□早晨翼號、□京急翼號、■快特、■快特（金澤文庫站以南為特急）、■特急、■機場急行
通過
■普通
京急川崎（KK20）－八丁畷（KK27）－鶴見市場（KK28）
東日本旅客鐵道（JR東日本）
 南武線支線（濱川崎支線）
尻手（JN 02）－八丁畷（JN 51）－川崎新町（JN 52）
東海道貨物線
川崎新町－（八丁畷）－鶴見

## 外部連結
- 車站資訊（八丁畷）：東日本旅客鐵道
- 八丁畷站（各站資訊） - 京濱急行電鐵